# Устье (Тихвинский район)
Устье — деревня в Цвылёвском сельском поселении Тихвинского района Ленинградской области.

## История
Деревня Устье упоминается на «Специальной карте западной части России» Ф. Ф. Шуберта 1844 года.

УСТЬЕ — деревня Новодеревенского общества, Ильинско-Сяського прихода. Реки Сясь и Луненка.

Крестьянских дворов — 27. Строений — 37, в том числе жилых — 28. Лесопильный завод и мелочная лавка.

Число жителей по семейным спискам 1879 г.: 63 м. п., 71 ж. п.; по приходским сведениям 1879 г.: 59 м. п., 73 ж. п.

В конце XIX — начале XX века деревня относилась к Сугоровской волости 1-го земского участка 1-го стана Тихвинского уезда Новгородской губернии.
В начале XX века близ деревни находилась сопка.

УСТЬЕ — деревня Новодеревенского общества, дворов — 27, жилых домов — 27, число жителей: 78 м. п., 80 ж. п. 

Занятия жителей — земледелие, лесные заработки. Реки Сясь и Луненка. Смежна с погостом Ильинским и деревней Звягино. (1910 год)

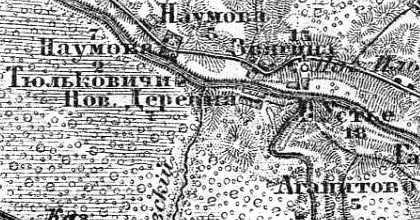
Деревня Устье на карте 1913 года

Согласно карте Петроградской и Новгородской губерний 1913 года деревня Устье насчитывала 18 дворов. По данным 1913 года в деревне была школа, Ильинское двуклассное министреское училище, 3 учителя и 111 учеников. Школа обслуживала селения: погост Ильинский, Звягино, Устье, Новая Деревня, Сугорово, Дорошово, Чердиково, Наумово, Ждановка, Агапитово.
С 1917 по 1918 год деревня Устье входила в состав Сугоровской волости Тихвинского уезда Новгородской губернии. 
С 1918 года в составе Череповецкой губернии.
С 1927 года в составе Ильинского сельсовета Тихвинского района.
В 1928 году население деревни Устье составляло 162 человека.
Согласно карте Ленинградской области Северо-западного аэрогеодезического треста ГГУ издания 1932 года деревня насчитывала 18 крестьянских дворов.
По данным 1933 года деревня Устье входила в состав Ильинского сельсовета.
В 1958 году население деревни Устье составляло 71 человек.
По данным 1966, 1973 и 1990 годов деревня Устье также входила в состав Ильинского сельсовета.
В 1997 году в деревне Устье Ильинской волости проживали 12 человек, в 2002 году — 23 (русские — 96 %).
В 2007 году в деревне Устье Цвылёвского СП проживали 14 человек, в 2010 году — 13.

## География
Деревня расположена в юго-западной части района на автодороге 41К-925 (подъезд к дер. Устье).
Расстояние до административного центра поселения — 13 км.
Расстояние до ближайшей железнодорожной платформы Черенцово — 4 км.
Деревня находится на левом берегу реки Сясь в месте впадения в неё реки Луненка.

## Демография
| 1879 | 1910 | 1928 | 1958 | 1997 | 2002 | 2007 |
| ---- | ---- | ---- | ---- | ---- | ---- | ---- |
| 134  | ↗158 | ↗162 | ↘71  | ↘12  | ↗23  | ↘14  |
| 2010 | 2017 |      |      |      |      |      |
| ↘13  | ↗23  |      |      |      |      |      |

### Национальный состав
Согласно данным Всероссийской переписи населения 2021 года в деревне проживали 29 человек, из них:
 русские — 21, украинцы — 4, немцы — 2, татары — 2 человека.

## Улицы
Берёзовая, Лиственная, Родниковая, Северная, Центральная, Южная.